# بلک استارت
بلک استارت (به انگلیسی: Black start) به عملیات یا پروسه راه‌اندازی مجدد (بازگردانی) یک نیروگاه بدون تکیه و استفاده از شبکه انتقال قدرت خارجی اطلاق می‌شود.

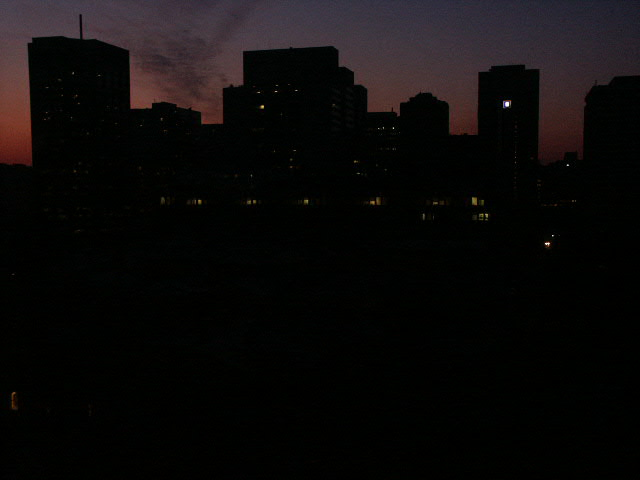
خاموشی تورنتو در سال ۲۰۰۳ که نیازمند بلک استارت برای راه‌اندازی مجدد است.

به‌طور معمول، توان الکتریکی مورد نیاز یک نیروگاه توسط ژنراتورهای همان نیروگاه تأمین می‌شود. اگر تمامی ژنراتورهای اصلی یک نیروگاه از مدار (یا سرویس) خارج شده باشند، انرژی مورد نیاز (توان سرویس) نیروگاه از طریق شبکه متصل به خطوط انتقال نیروگاه تأمین می‌شود. با این حال، در یک خاموشی یا قطعی برق سراسری، تأمین توان از منابع خارج نیروگاه از طریق شبکه انتقال برای راه‌اندازی مجدد نیروگاه مقدور نخواهد بود. در صورت قطعی شبکه انتقال و نبود توان، این نیاز وجود دارد که به اصطلاح بلک استارت انجام شود تا شبکه برق به صورت خود راه‌اندازی و مجدداً وصل و به بهره‌برداری برسد.
برخی از نیروگاه‌ها برای انجام بلک استارت از نیروگاه‌های دیزلی کوچک (با قدرت چند مگاوات) استفاده می‌کنند که به نوبه خود می‌توانند برای راه‌اندازی مجدد ژنراتورهای اصلی نیروگاه بکار گرفته شوند. در نیروگاه‌هایی که از توربین‌های بخار استفاده می‌کنند، به توانی معادل ۱۰ درصد ظرفیت نامی (توان خروجی نیروگاه) برای راه‌اندازی و در سرویس نگهداشتن پمپ‌های تغذیه‌کننده بویلر، فن‌های دمنده هوای احتراق بویلر و آماده‌سازی سیستم‌های سوخت‌رسانی نیاز است. آماده بکار نگهداشتن این میزان توانی در هر نیروگاه اقتصادی نیست، بنابراین توان بلک استارت، باید از طریق خطوطی که مجزا طراحی شده‌اند و از نیروگاه‌های دیگر تأمین شود. در اغلب موارد نیروگاه‌های آبی به گونه‌ای طراحی می‌شوند تا برای تأمین توان بلک استارت در راه‌اندازی مجدد دیگر نیروگاه‌ها و ارتباطات بین شبکه‌ای مورد استفاده قرار گیرند
یک نیروگاه برق‌آبی به انرژی اولیه (ذخیره‌شده) بسیاری اندکی (به اندازه‌ای که برای بازکردن دریچه‌های ورودی و تحریک مدار میدان ژنراتور کافی باشد) برای راه‌اندازی نیازمند است، که پس از آن به سرعت توان زیادی را به بخش (بلوک) بزرگی از شبکه تزریق می‌نماید که این امکان را فراهم می‌آورد تا نیروگاه‌های بزرگ سوخت فسیلی و اتمی مجدد راه‌اندازی شوند.
انواع خاصی از توربین‌های گازی می‌توانند به گونه‌ای تنظیم و پیکربندی شوند که برای تأمین توان مورد نیاز برای بلک استارت سایر نیروگاه مورد استفاده قرار گیرند، که گزینه دیگری را برای مناطقی که دسترسی به نیروگاه‌های برق‌آبی مناسب ندارند، فراهم می‌آورد.

## توضیحات تکمیلی
بلک استارت یک مقوله بسیار مهم در نیروگاه‌ها می‌باشد که در واقع عملیات پشتیبانی را انجام می‌دهد، اکثر افراد تصور می‌کنند که بلک استارت جهت راه‌اندازی صفر نیروگاه هست این طرز تفکر صحیح می‌باشد ولی وجود مقوله Black Start تنها به اینجا ختم نمی‌شود بلکه نیازهای مهم تری نیز می‌باشد که احتمال رخداد آن‌ها به مراتب بسیار بیشتر از حالت اول می‌باشد.
حالت اول؛
در حالت کار عادی یک واحد گازی، همهٔ دستگاها به صورتی کاملاً هماهنگ و محافظت شده با هم در تعامل می‌باشند، اما در هنگام قطع ناگهانی برق به هر دلیلی، شاهد خسارات بسیار سنگینی خواهیم بود، در ابتدا لازم می‌دانم توضیحی در مورد قسمت‌های بسیار مهم یک واحد گازی ارائه بدهم؛
در ژنراتورهای سنکرون نیروگاه‌ها به دلیل سرعت بالا به جای استفاده از بلبرینگ از یاتاقان استفاده می‌شود بدین صورت که رتور در میان روغن شناور است شاید سؤال برایتان پیش آید چگونه می‌توان بر فشار گرانش قالب شد؟ جواب سادس با فشار بسیار زیاد؛ در واقع رتور بروی یک جک روغنی (همانند همان جک‌های اتومبیل‌ها) سوار است و روغن با فشار بسیار زیاد این رتور را نگه می‌دارد، قسمت جالب این جاست که فاصله رتور و جسم ثابت که در میان روغن وجود دارد کمتر از یک میلی‌متر است!!
این فاصله بسیار کم است در قسمت ثابت از ماده‌ای به نام ” بابیت ” که در واقع نوعی سرب هست استفاده می‌شود و میزان نرمی آن از آلیاژ روتور بیشتر است تا در صورتی که رتور بروی آن افتاد رتور صدمه نبیند بلکه بابیت خورده شود (شبیه عملکرد چکش مسی) خود رتور معمولاً ۴۰ تن وزن دارد ولی تنها رتور نیست بلکه یک شفت بسیار بلند تا توربین در واحد وجود دارد که در نهایت وزن به ۱۵۰ تن می‌رسد که وزنی بسیار بالاست.
در تصویر بالا شفت را مشاهده می‌نمایید، این روغن برای واحد بسیار مهم است و همواره باید کار روان کاری به صورت مداوم صورت گیرید تا واحد مگاوات مورد نظر را تحویل دهد.
حال تصور کنید برای لحظه این روان کاری از کار خود باز ایست و محور ۱۵۰ تنی ما که با سرعت ۳۰۰۰ دور در دقیقه می‌چرخد کمی تاب بردارد (در حد میلی‌متر) چه خواهد شد؟ پاسخ چیزی جز فاجعه نخواهد بود.
نیروی گریز از مرکز
بدین ترتیب در نیروگاه باتری‌هایی کمکی در نظر گرفته شده‌است تا در صورت سانحه‌ای بسرعت وارد عمل شده و تغذیه یک موتور DC را جهت روغن کاری را تأمین نماید و اگر باتری مشکل داشت (ما فرض کرده‌ایم تنها یک واحد در مدار است) دیزل‌هایی وارد مدار خواهند شد که توانایی تولید برق ۴۰۰ولت را دارا هستند و اگر باز این دیزل‌ها نتوانستند پاسخگو باشند از یک سری باتری اضافه استفاده خواهد گردید و اگر باز این باتری‌ها مشکل داشتند دیزل‌های ۶٫۶ کیلوولت بلک استارت وارد مدار خواهند شد، اگر نگاهی به این همه تجهیزات پشتیبانی بی اندازید به اهمیت این قسمت پی خواهید برد.
حالت دوم:
بلک استارت برای اجرا معمولاً نیاز به حالت Black Out دارد، بلک اوت حالتی است که برق قسمتی زیادی از کشور یا کل کشور به صورت کامل قطع می‌شود مانند
تاریخ ۳۰/۰۲/۱۳۸۰ ساعت ۱۲ ظهر
۱۲/۰۱/۱۳۸۲ ساعت ۲۱:۲۰
این دو تاریخ در کشور دوران سیاه برقی ما می‌باشد که قسمت‌های بسیار زیادی از کشور بی برق گردید یا نظیر ترکیه که در ۱۱/۰۱/۱۳۹۴ به‌طور کامل برق خود را از دست داد، این اتفاقات در کشورهای اروپایی و آمریکایی نیز رخ داده است.
همان‌طور که می‌دانید انواع نیروگاه در کشور از قبیل؛ «نیروگاه سیک ترکیبی“، “نیروگاه هسته‌ای“، “نیروگاه انبساطی» و… موجود است در حالت عادی برای استارت هر واحد نیاز به ۱۰٪ مگاوات تولیدی آن واحد داریم (نیروگاه‌های بخار)، به‌طور مثال برای راه‌اندازی یک واحد گازی با توربین مدل V94. 2 به ۴ مگاوات برق نیازمندیم زیرا در لحظه استارت ژنراتور توربین نمی‌تواند رتور را به سرعت نامی برساند و به همین دلیل ابتدا ژنراتور به صورت موتوری استارت شده (در این حالت ۷۰۰۰ آمپر برق نیاز داریم) که جهت کم کردن جریان راه‌اندازی از حالت اینورتری (راه‌اندازی با تغییر فرکانس و ولتاژ-SFC) استفاده می‌گردد و پس از اینکه به فرکانس ۴۰ هرتز رسیدیم تحریک را قطع کرده (ژنراتور یک جسم جامد می‌شود-نه موتور نه ژنراتور) و در همان جهت تحریک را وصل می‌کنیم تا به حالت ژنراتوری برسیم در این لحظه هم‌زمان توربین آتش کرده و به سرعت و فرکانس نامی می‌رسیم، تمام این عملیات در دستگاهی به نام GCB(Generator Circuit Breaker) به معنی کلید مدارشکن ژنراتور انجام می‌گردد.
تا کنون متوجه شده‌اید که برای راه‌اندازی یک واحد به برق نیاز داریم!، در حالت عادی این برق از سایر واحدها گرفته می‌شود یا در بدترین حالت از شبکه ولتاژ فشار قوی وارد ترانس شده و سطح ولتاژ کاهش یافته و جهت راه‌اندازی واحد استفاده می‌کنیم، اما گاهی حالتی پیش می‌آید که برق شبکه به صورت کامل قطع می‌باشد (Black Out) در این حالت دیزل‌هایی با قدرت ۶٫۶ کیلوولت وارد عمل می‌شوند
این دیزل‌ها توان تولید ۲٫۵ مگاوات برق را دارند؛ که ترکیبی از یک موتور احتراق و یک ژنراتور سنکرون می‌باشند، در کشورمان تنها چهار نیروگاه توانایی استارت در حالت بلک اوت را دارا هستند که به نیروگاه دماوند، رامین اهواز و نیروگاه کرمان می‌توان اشاره نمود.
Black Out چیست؟
black out حالتی درشبکه قدرت برق هست که دیسپاچینگ یا مرکز کنترل شبکه برق در اثر اتفاقات ناخواسته‌ای از قبیل اتصال درخطوط انتقال یا قطع شدن یکی از خطوط اصلی یا از دست ناگهانی مقدار زیادی از منابع تولید مثل تریپ کردن هم‌زمان چند نیروگاه یا نوسانات فرکانس شبکه به صورت غیرقابل کنترل (تمامی سعی کنترل کنندگان شبکه جلوگیری از هرگونه نوسان بار درتولید وتوزیع ونیز جلوگیری از اتفاقات غیرمترقبه وناخواسته با استفاده از مدیریت بر شبکه قدرت می‌باشد) واتفاقات مختلفی از این قبیل کنترل بخشی از شبکه یا همه شبکه را ازدست می‌دهد.
درهرصورت اگر چنین اتفاقی رخ دهد می‌توان حالت‌های متفاوتی را در نظر گرفت از جزیره‌ای شدن شبکه تا black out کامل شبکه که بدترین اتفاق ممکن برای یک شبکه قدرت می‌باشد.
محدودیت‌های بلک استارت
تمام نیروگاه‌ها برای استفاده در بلک استارت مناسب نمی‌باشند. توربین‌های بادی برای این منظور بدترین هستند چرا که ممکن است در لحظهٔ راه‌اندازی بادی وجود نداشته باشد. توربین‌های بادی و توربین‌های آبی کوچک اغلب به ژنراتورهای آسنکرون متصل هستند که توانایی تولید انرژی الکتریکی برای برق دار شدن شبکه را ندارند. واحدهای بلک استارت همچنین باید هنگامی که به بارهای رآکتیو بزرگ خطوط انتقال متصل می‌شوند پایدار بمانند. بسیاری از کنورترهای HVDC نمی‌توانند به یک شبکه قطع شده برق‌رسانی کنند چرا که خود برای کموتاسیون نیاز به توان الکتریکی دارند. این امر برای ایستگاه‌های HVDC بر پایهٔ VSC صادق نیست
مراحل یک بلک استارت
مراحل یک راه‌اندازی نوعی به صورت بلک استارت به صورت زیر است.
از یک باتری برای روشن کردن یک دیزل ژنراتور کوچک در نیروگاه آبی استفاده می‌شود.
خروجی دیزل ژنراتور برای راه‌اندازی نیروگاه آبی بکار برده می‌شود.
توان الکتریکی خروجی نیروگاه آبی به شبکه تزریق می‌شود.
توان الکتریکی نیروگاه آبی برای راه‌اندازی یکی از نیروگاه‌های فسیلی بار پایه بکاربرده می‌شود.
توان الکتریکی تولید شده توسط نیروگاه فسیلی برای راه‌اندازی دیگر نیروگاه‌های متصل به شبکه استفاده می‌شود.